# Taylor (Pensilvania)
Taylor es un borough ubicado en el condado de Lackawanna en el estado estadounidense de Pensilvania. En el año 2000 tenía una población de 6,475 habitantes y una densidad poblacional de 479 personas por km².

## Geografía
Taylor se encuentra ubicado en las coordenadas 41°23′29″N 75°42′55″O / 41.39139, -75.71528.

## Demografía
Según la Oficina del Censo en 2000 los ingresos medios por hogar en la localidad eran de $30,661 y los ingresos medios por familia eran $43,611. Los hombres tenían unos ingresos medios de $30,238 frente a los $22,185 para las mujeres. La renta per cápita para la localidad era de $16,714. Alrededor del 14.7% de la población estaba por debajo del umbral de pobreza.